# Fraternité de la Miraculeuse
 (novembre 2017).
La Fraternité de la Miraculeuse est une fraternité catholique de la vilel espagnole de Séville (Andalousie). Elle participe une procession annuelle le Samedi de la Passion, à la veille de la Semaine Sainte. Elle a son siège dans l'église paroissiale de la Vierge de la Médaille Miraculeuse du quartier de la Cité-Jardin. Elle s'est devenue la Fraternité de pénitence en novembre 2015.
Le nom complet de la confrérie est Fraternité Sacramentelle de Notre Dame de la Médaille Miraculeuse et Confrérie de Pénitents de Notre Père Jésus de l'Espoir du Pont du Cedrón, Sanctissime Marie du Rosaire et Saint Jean l'évangéliste.

## Pasos
Dans le premier Paso porte une statue de Jésus de l'Espoir sur le Pont du Cedrón, sculpture de José Antonio Navarro Arteaga réalisée en 2008. Elle met en scène l'épisode relaté dans l'Évangile de Saint Jean.
Dans le deuxième  Paso la Sanctissime Marie du Rosaire va en procession sous un dais. La Vierge a été sculptée par Francisco Buiza en 1963.

## Album

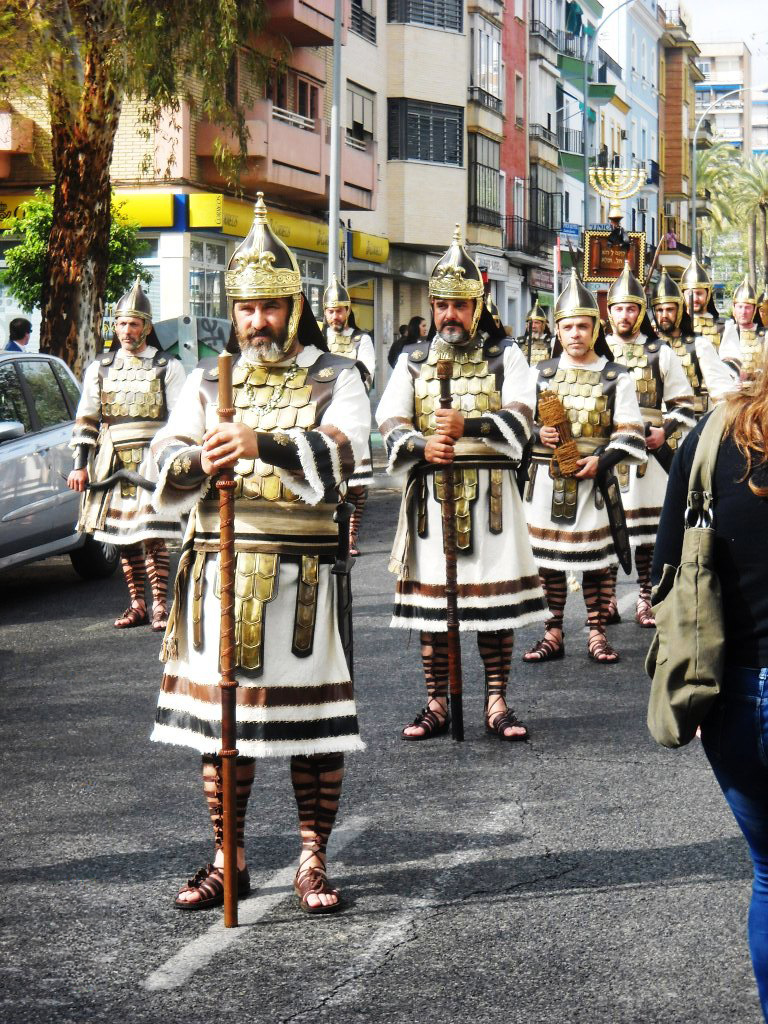
Guarde juive qui escorte le Paso du Mystère
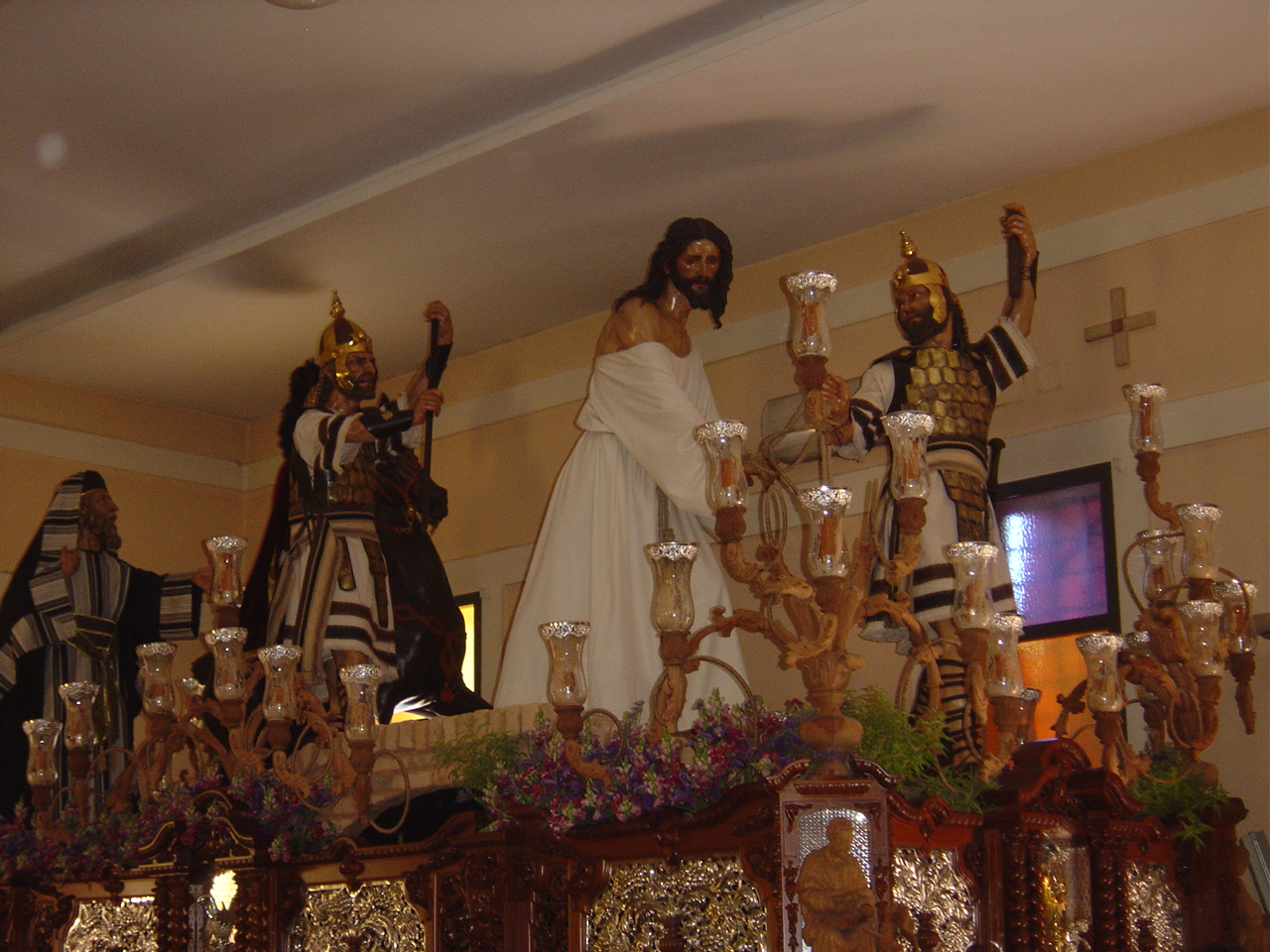
Paso du Mystère
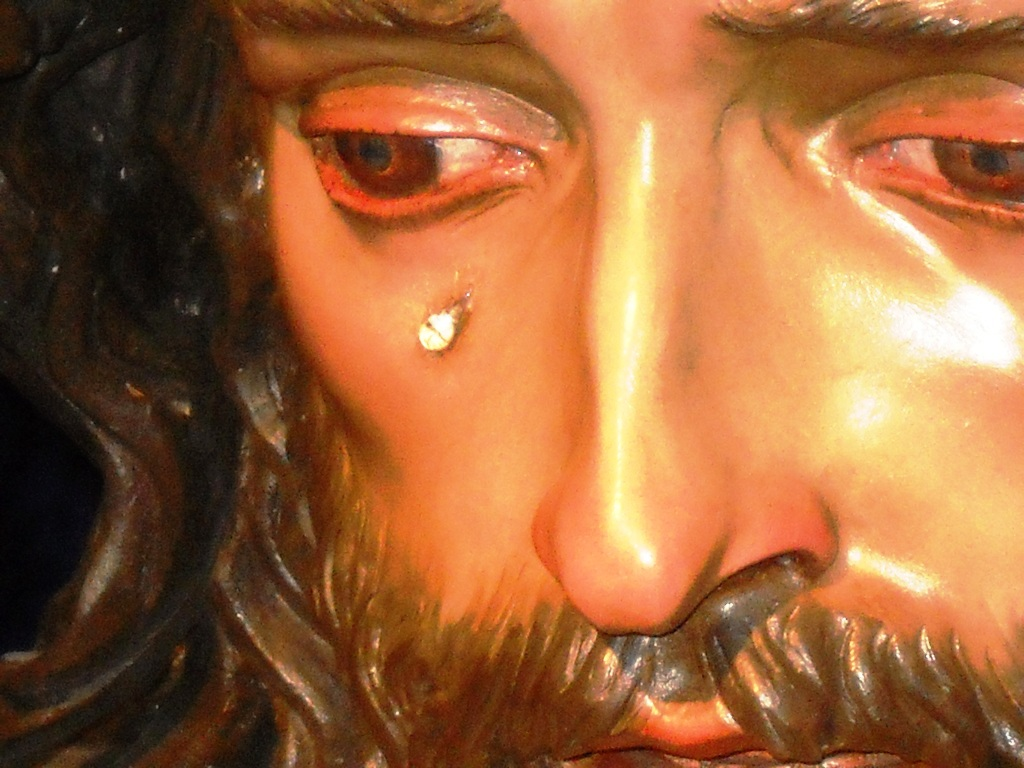
Détail du Christ de l' Espérance
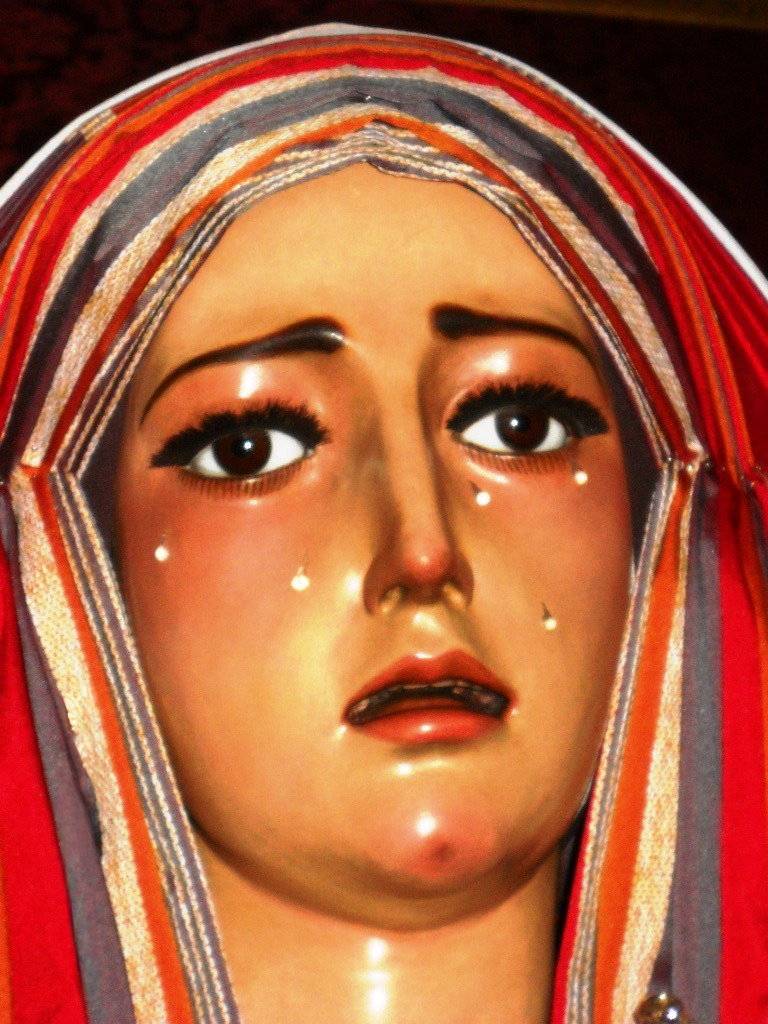
la Miraculeuse Vierge du Rosaire